# Rafik Mezriche
Rafik Mezriche est un joueur de footballeur international algérien, né le 3 juin 1978 en France à Troyes. Son poste est milieu défensif. Il est formé au RC Strasbourg et dispute l'essentiel de sa carrière dans ce club. Il participe au parcours victorieux du RC Strasbourg dans la Coupe de France 2000-2001 et est également vice-champion de France de Division 2 2001-2002. Après sa carrière sportive, il crée en 2008 une entreprise franchisée d'une chaîne de restauration rapide.
Il compte 4 sélections en équipe nationale entre 1998 et 2000.

## Biographie

### Enfance et vie privée
Rafik Mezriche naît à Troyes en France le 3 mars  1978. Dans l'enseignement secondaire, il est dans la filière préparant au baccalauréat G. En 1993, il rejoint le centre de formation du Racing Club de Strasbourg à l'âge de 14 ans. Il est père de deux filles, Emma et Lili, nées respectivement en 2001 et 2008.

### Carrière de footballeur

#### Parcours en club
Au centre de formation du RC Strasbourg, il signe un premier contrat de stagiaire en juin 1996. Il fait ses débuts avec l'équipe première en août 1997 contre le Montpellier HSC, totalisant ensuite cinq matchs dans le championnat de Division 1 1997-1998. En 1998, il signe son premier contrat professionnel avec le Racing. Il participe ensuite à trois rencontres du championnat de Division 1 1998-1999, étant majoritairement titulaire avec l'équipe réserve.
En 2000-2001, il participe à quatre matchs de Division 1 et également à trois rencontres de Coupe de France, que le RC Strasbourg remporte. Après une autre saison en Division 1 où Rafik Mezriche ne totalise que quatre matchs de championnat, le RC Strasbourg descend en Division 2 en 2001. Rafik Mezriche participe alors à 17 rencontres de D2 et prend ainsi une part active à la remontée immédiate du club et au titre de vice-champion de France de Division 2 2001-2002. Au club strasbourgeois, Rafik Mezriche est notamment proche d'Habib Beye, Danijel Ljuboja, Teddy Bertin et Mamadou Bagayoko.
Après neuf ans au RC Strasbourg, il est prêté fin août 2002 et jusqu’à la fin de la saison au Football Club de Gueugnon, pensionnaire de deuxième division. Il dispute 14 rencontres de la première partie du championnat de Ligue 2 2002-2003 puis, le 8 février 2003 à l'âge de 24 ans, se blesse gravement avec le club bourguignon : « fracture de la malléole externe et arrachements ligamentaires internes ». Cette blessure signifie la fin de sa saison. Parallèlement son contrat avec le RC Strasbourg se termine le 30 juin 2003 et n'est pas prolongé. Lors de cette saison 2002-2003, il a un salaire qui se situe « juste au-dessus de la charte du football professionnel », soit environ 4500 euros par mois.
En 2004, il rejoint le club amateur du RCS La Chapelle, qui dispute le Championnat de France amateur 2 (CFA2), soit le cinquième niveau dans la hiérarchie du football en France. À l'issue du championnat de CFA2 2006-2007 et après trois saisons à ce niveau, La Chapelle-Saint-Luc est relégué en championnat régional et Rafik Mezrich quitte le club,.

#### Sélection algérienne
Après des débuts en championnat professionnel en 1997, la saison 1998-1999 marque les débuts de Rafik Mezriche avec l'équipe d'Algérie de football : il acquiert sa première sélection le 5 novembre 1998 lors d'un match amical conclut sur le score de 0-0 à l'extérieur contre la Bulgarie. Rafik Mezriche totalise quatre sélections avec les Fennecs au cours de sa carrière, participant en 2002 à une rencontre des qualifications à la Coupe d'Afrique des nations de football 2004, que l'Algérie dispute avec succès en remportant le groupe 12 et se qualifiant ainsi pour le tournoi final. 
En 2002, Mezriche participe également régulièrement aux stages de préparation de l'équipe d'Algérie,,, en compagnie notamment d'autres internationaux professionnels évoluant en France ou en Belgique comme Nassim Akrour, Djamel Belmadi, Nasredine Kraouche, Yazid Mansouri ou Hakim Saci. La blessure qu'il subit en février 2003 l'éloigne ensuite définitivement de la sélection algérienne et il ne dispute pas la Coupe d'Afrique des nations 2004.

### Reconversion et entrepreneuriat
Après sa grave blessure à la cheville lors d'une rencontre en février 2004, Rafik Mezriche subit six opérations chirurgicales et une longue rééducation de plusieurs années. Désireux de rester dans le milieu du football, il entreprend de passer des diplômes d’entraîneur. Il décide en 2007 de créer son entreprise sous forme d'une franchise de la chaîne française de restauration rapide Mezzo di Pasta, qui propose principalement des pâtes fraîches à emporter ou à consommer sur place. Son entreprise Pp Distribution Sarl ouvre en 2008 sur le site des magasins d'usine de Troyes, sa ville natale.
Le chiffre d'affaires de 2009 atteint déjà « celui d’un franchisé ouvert depuis cinq ans ». Il a en 2011 trois employés en contrat à durée indéterminée (CDI), l'effectif montant à huit ou neuf employés selon les périodes. Le nombre de CDI est toujours de trois deux ans plus tard. Le chiffre d'affaires atteint 444 900 € en 2012 puis 421 935 € en 2013 pour un résultat net respectif de 12 800 € puis 9 935 €.

## Palmarès sportif
Au palmarès de Rafik Mezriche figure une victoire en Coupe de France 2000-2001 : il participe à trois rencontres mais ne dispute pas la finale victorieuse du RC Strasbourg contre l'Amiens Sporting Club Football. Avec le club strasbourgeois, il est également vice-champion de France de Division 2 2001-2002, saison au cours de laquelle il dispute 17 matchs de championnat.